# Pamphilus van Alexandrië
Pamphilus van Alexandrië (1ste eeuw na Chr.) was een Grieks grammaticus en lexicograaf, uit de school van Aristarchus van Samothrace in Alexandrië.
Pamphilus schreef een taal- en woordenschattenencyclopedie in 95 boeken, die niet bewaard is gebleven. Het was een lexicon van ongebruikelijke en obscure Griekse woorden, een zeer uitgebreid werk met een uitgebreide lijst van woorden, vormen en zinnen met betekenisuitleg en ook vaak een verwijzing naar een auteur of Grieks gebied waar dit woord veelvuldig voorkomt. Het werk is belangrijk voor de studie van de Oudgriekse dialecten en de restauratie van klassieke teksten. Hij zette het werk van Didymos Chalkenteros verder en op zijn beurt vervolledigde Diogenianus zijn werk.